# Doropo
 Doropo è una città e sottoprefettura della Costa d'Avorio, situata nella regione di Bounkani. È capoluogo dell'omonimo dipartimento e conta una popolazione di 12 602 abitanti (censimento 2014).